# Segelfluggelände Düsseldorf-Wolfsaap

i7
i11
i13
Das Segelfluggelände Düsseldorf-Wolfsaap ist ein Segelfluggelände am Stadtrand von Düsseldorf (Nordrhein-Westfalen). Es befindet sich zwischen dem Aaper Wald im Westen und dem Stadtteil Knittkuhl im Osten.

## Platzdaten
Auf „Der Wolfsaap“ werden ausschließlich Windenstarts mit Segelflugzeugen durchgeführt.
- Platzfrequenz 118,210 MHz, „Wolfsaap“
- zugelassen ausschließlich für Segelflugzeuge

## Geschichte
Nachdem auf dem ursprünglichen Flugplatz in Düsseldorf-Lohausen (heute Flughafen Düsseldorf) die Passagierluftfahrt immer mehr zugenommen hatte und dieser infolgedessen für den Segelflug gesperrt worden war, wich der Verein Mitte der 1950er Jahre auf das Gelände des Truppenübungsplatzes am Aaper Wald aus. 1987 erfolgte der Bau eines Hangars zur Unterbringung der Flugzeuge sowie der Startwinde.
Im Jahr 2011 erfolgte aufgrund von Plänen der BImA zum Verkauf des Geländes kein Flugbetrieb auf der Wolfsaap und der Verein musste auf den Flugplatz eines befreundeten Vereins ausweichen. Mit der Hilfe der Anwohner und über 14.000 gesammelter Unterschriften wurde der Verkauf abgewendet und das Gelände wieder für die Naherholung ausgewiesen. Anfang 2012 kamen dann auch die Segelflieger zurück.

## Vereine
Flugbetrieb und Schulung werden durch die Mitglieder der Abteilung Segelflug des Düsseldorfer Aero-Klubs organisiert.
Den Mitgliedern stehen sechs Flugzeuge zur Verfügung: drei Doppel- und drei Einsitzer. Zur Schulung werden hauptsächlich eine ASK 21, eine LS4 sowie die Ka 8b verwendet. Für den Leistungsflug stehen ein doppelsitziger Janus C sowie ein einsitziger Motorsegler vom Typ Discus 2c FES zur Verfügung.
Seit der Saison 2022 wird mit einer modernen Doppeltrommel-Elektrowinde vom Typ ESW-2B mit je 1100 m Seillänge gestartet. Diese löst eine 40 Jahre alte TOST-Dieselwinde ab.